# Hallikeri, Mundargi
Hallikeri là một làng thuộc tehsil Mundargi, huyện Gadag, bang Karnataka, Ấn Độ.